# Melbourne Inman
Melbourne Inman (Twickenham, 15 luglio 1878 – Farnborough, 11 agosto 1951) è stato un giocatore di snooker inglese.

## Carriera
Melbourne Inman alcune edizioni dei primi tornei della storia dello snooker tra il 1908 e il 1911, prima di dedicarsi interamente al mondo dell'English Billiards, conquistando sei titoli.
Ritornò nel mondo dello snooker in occasione del primo Campionato mondiale, disputatosi tra il 1926 e il 1927, raggiungendo i quarti di finale, dove venne battuto da Tom Carpenter per 8-3.
Prima di ritirarsi, giocò due edizioni della Daily Mail Gold Cup tra il 1936 e il 1938, finendo, tuttavia, ultimo nel girone in entrambe.

## Risultati
In questa tabella sono riportati i risultati nei tornei di snooker in cui Melbourne Inman ha partecipato.
| Competizione                     | Edizione           | Risultato          | Vincite | Century breaks | Maximum breaks | Miglior break |
| -------------------------------- | ------------------ | ------------------ | ------- | -------------- | -------------- | ------------- |
| Campionato mondiale              | 1927               | Semifinali         | £0      | 0              | 0              | ?             |
| Totale (Campionato mondiale)     | 1 partecipazione   | 1 partecipazione   | £0      | 0              | 0              | ?             |
| The American Tournament          | 1908-1909          | 8°                 | £0      | 0              | 0              | ?             |
| The American Tournament          | 1909-1910          | 5°                 | £0      | 0              | 0              | ?             |
| Totale (The American Tournament) | 2 partecipazioni   | 2 partecipazioni   | £0      | 0              | 0              | ?             |
| Professional Tournament          | 1910-1911          | 5°                 | £0      | 0              | 0              | ?             |
| Totale (Professional Tournament) | 1 partecipazione   | 1 partecipazione   | £0      | 0              | 0              | ?             |
| Daily Mail Gold Cup              | 1936               | 6°                 | £0      | 0              | 0              | ?             |
| Daily Mail Gold Cup              | 1937-1938          | 7°                 | £0      | 0              | 0              | ?             |
| Totale (Daily Mail Gold Cup)     | 2 partecipazioni   | 2 partecipazioni   | £0      | 0              | 0              | ?             |
| Totale carriera                  | 1 torneo disputato | 1 torneo disputato | £0      | 0              | 0              | ?             |